# 雪铁龙世界拉力车队

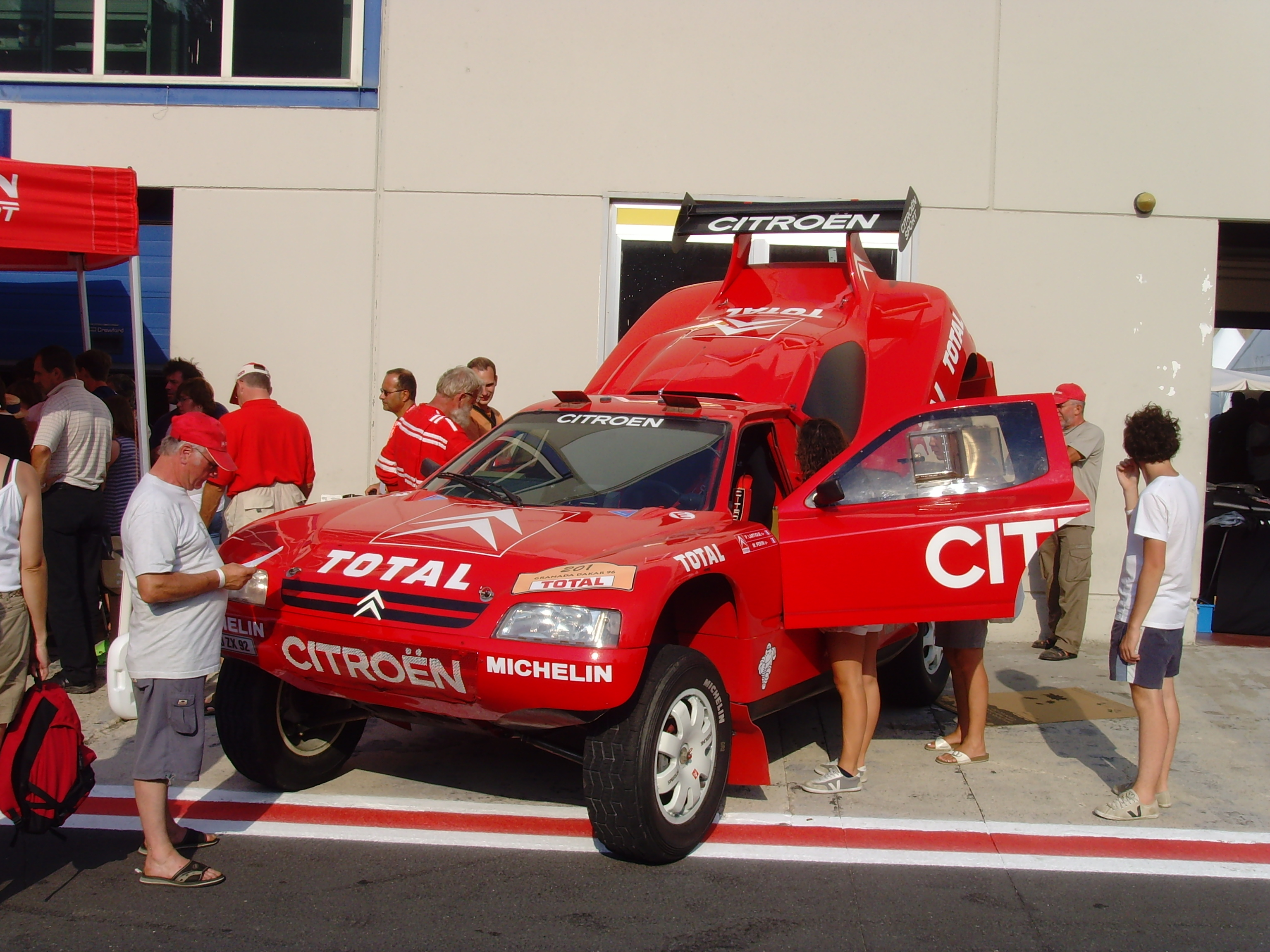
雪铁龙五次冠军的达喀尔拉力赛

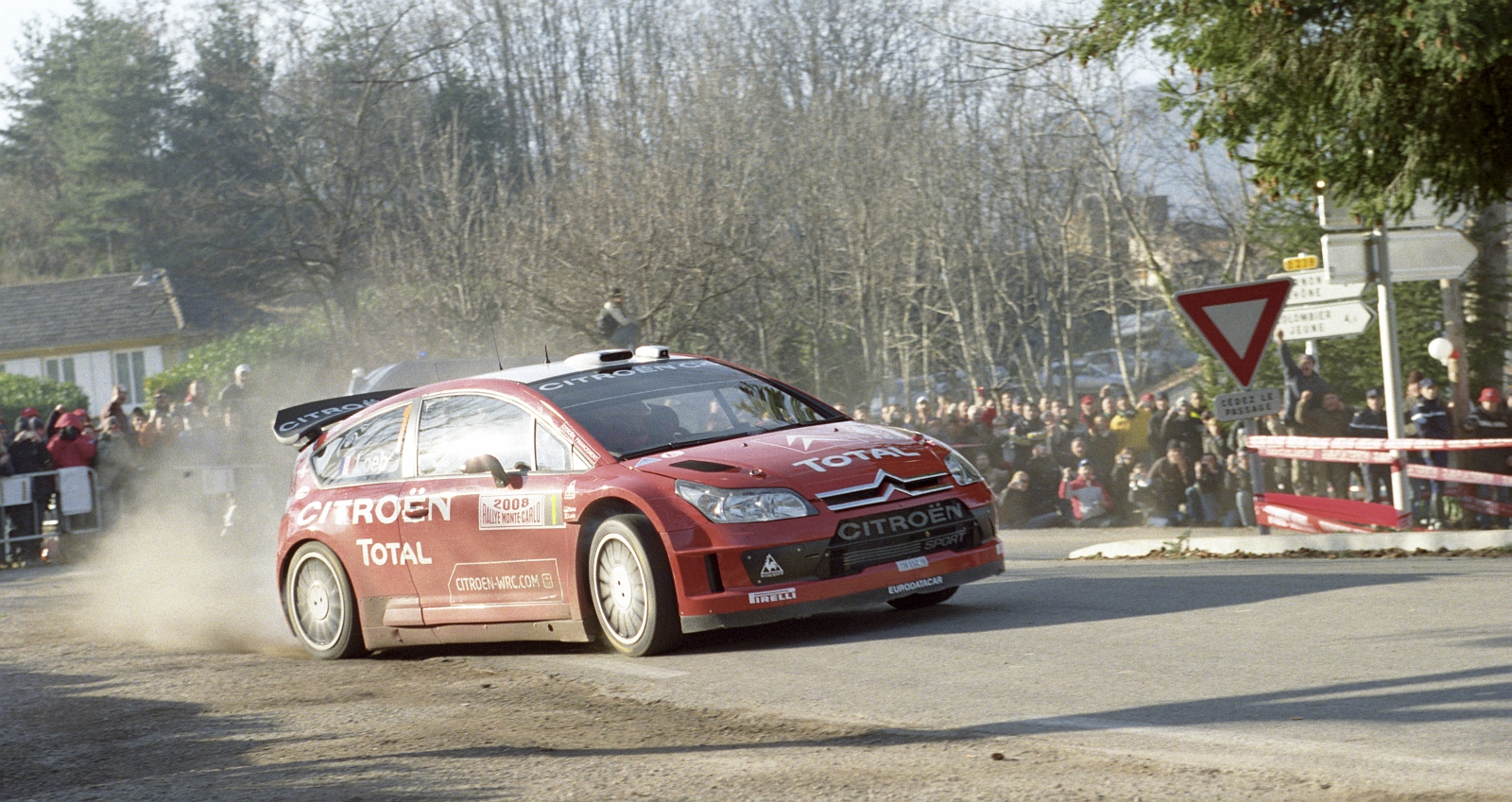
塞巴斯蒂安·勒布 九次冠军WRC雪铁龙

雪铁龙道达尔世界拉力车队是由雪铁龙运动部经营的，参加世界拉力锦标赛的雪铁龙厂商车队。

## 历史

### 1990–1998赛季
雪铁龙在1991、1994、1995和1996年赢得了达喀尔拉力赛的冠军。

### 1998–2000赛季
1998年雪铁龙运动部退出越野拉力赛，开始使用赛纳赛车参与法国拉力锦标赛。塞巴斯蒂安·勒布于2001年赢得车手冠军。积极参加法国锦标赛的同时，还支持私人车手参加世界拉力锦标赛中的沥青路面赛事。

### 2001赛季
2001年，雪铁龙赛纳T4 WRC赛车首次参赛。Jesus Puras获得了科西嘉拉力赛的冠军，塞巴斯蒂安·勒布则在他首次驾驶WRC赛车参加WRC比赛时就夺得第二名。勒布还驾驶Saxo赛车统治了世界青年拉力锦标赛。

### 2002赛季
2002赛季，雪铁龙参加了WRC全年14场赛事中的8场。勒布与他的領航員丹尼尔·埃伦纳本来赢得了蒙特卡洛拉力赛，但是由于接受了技术处罚，只能排名第二。他随后在全德汽车俱乐部拉力赛上获得了他的首个冠军。雪铁龙车手Thomas Radstrom还在东非拉力赛上获得了一个第三名。

### 2003赛季
雪铁龙在2003年首次完整地参加了一个赛季的WRC比赛，他们签下了前世界冠军科林·麦克雷和卡洛斯·塞恩斯。在他们的第一场比赛蒙特卡洛拉力赛中，车队就包揽了比赛的前三名。勒布赢得了冠军，科林·麦克雷第二，卡洛斯·塞恩斯取得了第三。勒布还赢得了德国拉力赛和圣雷默拉力赛的冠军。塞恩斯赢得了土耳其拉力赛的冠军。在他们第一次完整参赛的赛季里面，雪铁龙就赢得了车队冠军，勒布名列车手积分榜第二，塞恩斯第三，麦克雷第九。

### 2004赛季
2004年效力雪铁龙的车手是勒布与塞恩斯。勒布赢得了蒙特卡洛拉力赛，瑞典拉力赛，塞浦路斯拉力赛，土耳其拉力赛，德国拉力赛和澳大利亚拉力赛。塞恩斯赢得了阿根廷拉力赛的冠军。勒布赢得了他职业生涯的第一个车手冠军。雪铁龙也赢得了车队冠军。雪铁龙还使用C2赛车参加了JWRC的比赛。

### 2005赛季
2005赛季，车队的主要车手是勒布与弗朗索瓦·杜瓦尔。在土耳其和希腊站的比赛中，塞恩斯替代杜瓦尔出战。勒布赢得了蒙特卡洛拉力赛，新西兰拉力赛，意大利撒丁岛拉力赛，塞浦路斯拉力赛，土耳其拉力赛，雅典卫城拉力赛，阿根廷拉力赛，德国拉力赛，法国拉力赛，以及加泰罗尼亚拉力赛。勒布又赢得了一个车手年度冠军。杜瓦尔在他首次参加的澳大利亚拉力赛上就获得了冠军。雪铁龙同样赢得了车队冠军。

### 2006赛季
2006赛季雪铁龙选择休战一年来更好地研发他们的赛车。勒布加入了半私人车队克罗诺斯雪铁龙车队，他的队友是泽维尔·庞斯，第三车手是达尼·索尔多，他们得到了雪铁龙运动部的很多支持。索尔多很快就超越了庞斯成为了车队的第二车手。勒布再次赢得了车手冠军，尽管他在一次山地自行车的事故中手臂受伤，错过了土耳其，澳大利亚，新西兰和英国的比赛。

### 2007赛季
2007赛季，雪铁龙带着他们崭新的C4 WRC赛车重返WRC，车手是勒布和索尔多。在全年的比赛中，勒布都陷入了与福特车手马库斯·格伦霍姆的争斗中，只是在最后一场英国拉力赛上才确保自己赢得了连续第四个车手冠军。当年勒布赢得了蒙特卡洛拉力赛，墨西哥拉力赛，葡萄牙拉力赛，阿根廷拉力赛，德国拉力赛，西班牙拉力赛，法国拉力赛和爱尔兰拉力赛。索尔多最终获得了车手年度第四名。赛季结束之后Guy Fréquelin退休，车队经理的职位由Olivier Quesnel接管。

### 2008赛季
勒布与索尔多继续为雪铁龙车队效力。勒布获得了2008年蒙特卡洛拉力赛的冠军。索尔多遭遇引擎故障，退出了比赛，并在超级拉力规则下重返比赛。
在这个赛季的比赛里面，勒布与雪铁龙战胜了米科·希尔沃宁与福特车队，再次包揽了双料冠军。在格隆霍姆退役之后，勒布在这个赛季里面取得了统治性的表现，赢得了11场比赛的冠军，其中还包括在赛季收官战威尔士拉力赛上最后一天战胜驾驶福特福克斯赛车的嘉利-马蒂·拉特瓦拉，这也打破了他在2005赛季里面创下的单赛季获胜场次最多（10场）的纪录，他也把自己WRC获胜场数提高到了47场。索尔多仍然没有能够赢得比赛，但是他获得的65个积分已经足够让他保住车手积分榜上第三名的位置了。

### 2009赛季
勒布与索尔多继续为车队效力。勒布赢下了赛季前五站，但在赛季中期表现不佳，在积分榜上落到了希尔沃宁后面。然而，他取得了赛季最后两站的胜利，从而以一分优势夺得车手冠军。索尔多最终排名第三，总共7次登上领奖台，但依然没有获胜。

### 2010赛季
车队阵容依然是勒布与索尔多。勒布赢得了墨西哥、约旦、土耳其和保加利亚的比赛。雪铁龙青年队车手，也是雪铁龙自己培养的塞巴斯蒂安·奥吉尔在葡萄牙获胜，增加了依然未获一胜的索尔多身上的压力。勒布再次夺得车手冠军，从而取得了七连冠，而索尔多排名第五。借助勒布与索尔多、奥吉尔的表现，雪铁龙再次赢得了车队冠军。 

### 2011赛季
奥吉尔取代了索尔多，成为勒布的固定队友。 两人驾驶全新的雪铁龙DS3 WRC各自取得了5场胜利。勒布最终再次名列榜首，取得了八连冠，奥吉尔排名第三。雪铁龙再次赢得了车队冠军。

### 2012赛季
奥吉尔离开车队转投大众后，2012赛季雪铁龙签下了前福特车手米科·希尔沃宁作为勒布的队友驾驶第二辆DS3。 勒布在第80届蒙特卡洛拉力赛取得了赛季首胜，然后又在墨西哥、阿根廷、希腊、新西兰、芬兰、德国、法国和西班牙获胜。希尔沃宁也赢得了葡萄牙拉力赛，但因为使用了不合法的离合器和涡轮而被取消了成绩。他后来在意大利撒丁岛拉力赛取得了在雪铁龙的首胜。勒布最终取得了九连冠，希尔沃宁排名第二。雪铁龙也再次赢得车队冠军。

### 2013赛季
勒布决定在2013赛季只参加4场比赛。雪铁龙重新签下了达尼·索尔多，作为勒布不参赛时希尔沃宁的队友。车队得到了阿布扎比方面的资金支持，因此改名为雪铁龙道达尔阿布扎比世界拉力车队。